# Heese (Adelsgeschlecht)

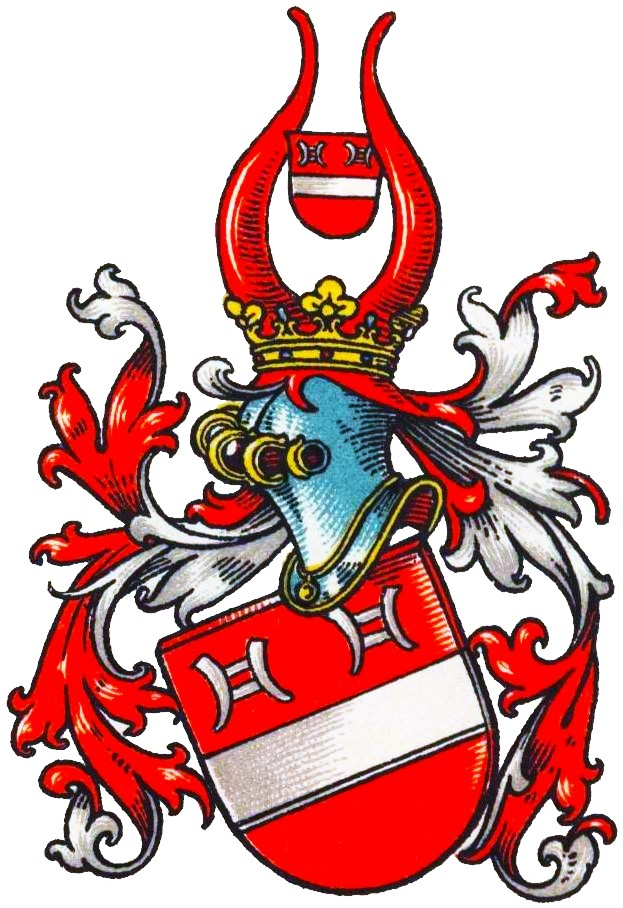
Stammwappen derer von der Heese im Wappenbuch des Westfälischen Adels

Von der Heese (auch von der Hees, von der Hese o. ä.) ist der Name eines westfälisch-rheinländischen Adelsgeschlechts.

## Geschichte
Der namensgebende Stammsitz Heese des Geschlechts liegt bei Fehrendorf im Siegenschen. Den Sitz hatte die Familie schon 1291 inne. Zum Ende des 13. Jahrhunderts lebten die Brüder Hermann und Gottfried von der Hees. Von Ersterem stammten die Linien zu Hodinghausen im Kreis Iserlohn, Heesfeld, Rauhenthal im Kreis Hagen und Pettenau (Peddenoy), von Letzterem die von der Heese zu der Heese ab. In Hessen besaß die Familie Hainchen und Lindheim.
Von Gottfrieds Nachkommen hatte Philipp drei Söhne, von denen der Jüngere, Philipp II., den Stamm fortsetzte. Von seinem Urenkel, Georg Ludwig von der Heese, kurmainzischer Oberstleutnant und Kommandant zu Königstein, stammte Johann Philipp Dietrich von der Heese, Herr zu Hodinghausen, kurmainzischer Geheimrat, Burggraf zu Starckenberg und Oberamtmann der Bergstraße, der schon mit dem Freiherrentitel vorkommt und mit seinem Tod 1717 mehrere Söhne hinterließ. Von diesen war Friedrich Anton bereits 1706 kurmainzischer Geheimrat und Oberamtmann zu Starckenberg. Ein anderer Sohn kommt noch um 1730 als kurpfälzischer Geheimrat und Oberamtmann zu Starkenberg sowie als Herr auf Holdinghausen vor.
Am 16. Februar 1791 erhielt der kaiserliche Reichshofrat Joachim Albert von Hees den erbländisch-österreichischen Freiherrenstand verliehen.
Der Stamm blühte fort und Johann Wilhelm Anton von der Heese wurde laut Eingabe vom 14. November 1829 unter der Nummer 153 der Klasse der Edelleute in die Adelsmatrikel der preußischen Rheinprovinz eingetragen.

## Wappen
- Blasonierung des Stammwappens: In Rot eines silbernen Balken, darüber zwei silberne Mühleisen. Auf dem gekrönten Helm mit rot-silbernen Helmdecken zwei rote Büffelhörner, zwischen denen sich der Schild wiederholt.[1]
- Blasonierung des alternativen Wappens: In Gold ein silbernes Mühleisen, welches sich auf dem gekrönten Helm mit gold-silbernen Decken wiederholt.[1]
- Blasonierung des Freiherrenwappens (1791): In Rot ein silberner Balken, darüber drei (1:2) goldene Kugeln. Auf dem gekrönten Helm mit rechts rot-goldenen und links rot-silbernen Decken ein rot gekleideter Mannrumpf wachsend.

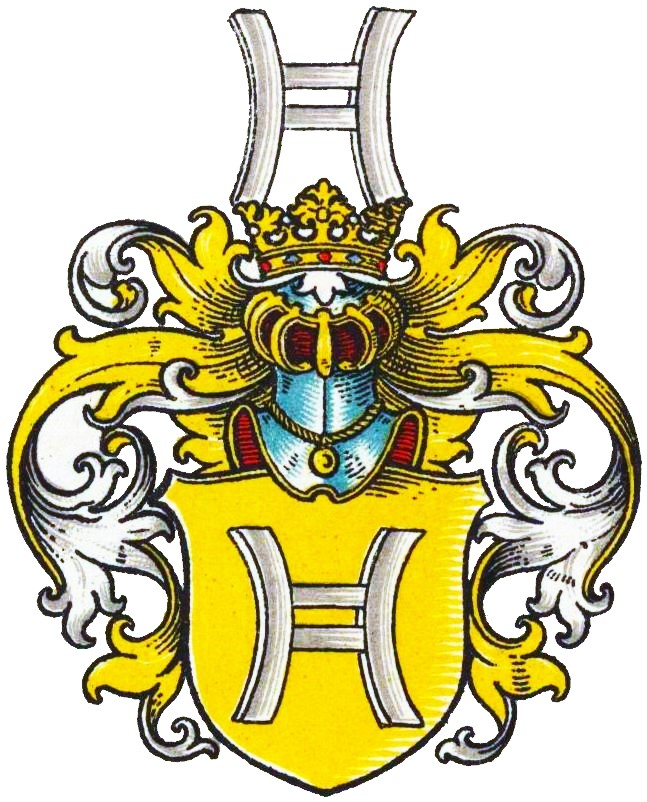
Alternatives Wappen derer von der Heese im Wappenbuch des Westfälischen Adels
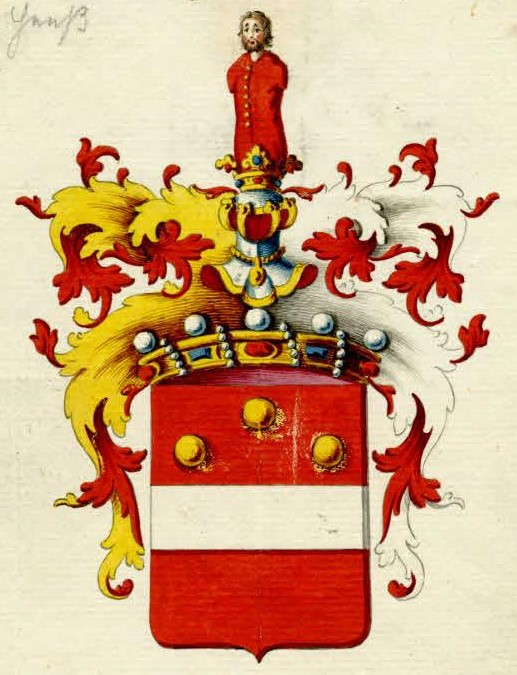
Wappen der Freiherren von Hees (1791)